# Cape May County
Cape May County ist ein County im US-Bundesstaat New Jersey. Der Verwaltungssitz (County Seat) ist Cape May Court House.

## Geographie
Das County liegt im äußersten Süden von New Jersey, grenzt im Osten und Südosten an den Atlantik und hat eine Fläche von 1607 Quadratkilometern, wovon 946 Quadratkilometer Wasserfläche sind.
Das County wird vom Office of Management and Budget zu statistischen Zwecken als Ocean City, NJ Metropolitan Statistical Area geführt.

## Geschichte
Ein Ort im County hat den Status einer National Historic Landmark, der Cape May Historic District. 50 Bauwerke und Stätten des Countys sind insgesamt im National Register of Historic Places eingetragen (Stand 16. Februar 2018).

## Demografische Daten
Nach der Volkszählung im Jahr 2000 lebten im County 102.326 Menschen. Es gab 42.148 Haushalte und 27.354 Familien. Die Bevölkerungsdichte betrug 155 Einwohner pro Quadratkilometer. Ethnisch betrachtet setzte sich die Bevölkerung zusammen aus 91,57 % Weißen, 5,06 % Afroamerikanern, 0,18 % amerikanischen Ureinwohnern, 0,65 % Asiaten, 0,04 % Bewohnern aus dem pazifischen Inselraum und 1,35 % aus anderen ethnischen Gruppen; 1,16 % stammten von zwei oder mehr ethnischen Gruppen ab. 3,30 % der Bevölkerung waren spanischer oder lateinamerikanischer Abstammung.
Von den 42.148 Haushalten hatten 26,10 % Kinder und Jugendliche unter 18 Jahre, die bei ihnen lebten. 50,50 % waren verheiratete, zusammenlebende Paare, 10,90 % waren allein erziehende Mütter. 35,10 % waren keine Familien. 30,20 % waren Singlehaushalte und in 14,70 % lebten Menschen im Alter von 65 Jahren oder darüber. Die Durchschnittshaushaltsgröße betrug 2,36 und die durchschnittliche Familiengröße lag bei 2,94 Personen.
Auf das gesamte County bezogen setzte sich die Bevölkerung zusammen aus 22,30 % Einwohnern unter 18 Jahren, 6,40 % zwischen 18 und 24 Jahren, 25,50 % zwischen 25 und 44 Jahren, 25,60 % zwischen 45 und 64 Jahren und 20,20 % waren 65 Jahre alt oder darüber. Das Durchschnittsalter betrug 42 Jahre. Auf 100 weibliche Personen kamen 92,60 männliche Personen, auf 100 Frauen im Alter ab 18 Jahren kamen statistisch 88,80 Männer.
Das jährliche Durchschnittseinkommen eines Haushalts betrug 41.591 USD, das Durchschnittseinkommen der Familien betrug 51.402 USD. Männer hatten ein Durchschnittseinkommen von 39.340 USD, Frauen 27.621 USD. Das Prokopfeinkommen betrug 24.172 USD. 8,60 % der Bevölkerung und 6,40 % der Familien lebten unterhalb der Armutsgrenze. 11,70 % davon waren unter 18 Jahre und 7,30 % waren 65 Jahre oder älter.

## Städte und Ortschaften
| - Avalon - Cape May Point - Cape May - Dennis Township - Lower Township - Diamond Beach - Erma - North Cape May - Villas | - Middle Township - Cape May Court House - Rio Grande - Whitesboro-Burleigh - North Wildwood - Ocean City - Sea Isle City - Stone Harbor | - Upper Township - Strathmere - West Cape May - West Wildwood - Wildwood Crest - Wildwood - Woodbine |

weitere Orte
- Anglesea
- Beesleys Point
- Belleplain
- Bennett
- Bowman Manor
- Cedar Grove
- Cedar Springs
- Clermont
- Cold Spring
- Del Haven
- Dennisville
- Dias Creek
- Eldora
- Erma Park
- Fishing Creek
- Goshen
- Grassy Sound
- Green Creek
- Greenfield
- Highs Beach
- Hunters Mill
- Kimbles Beach
- Kimseytown
- Marlyn Manor
- Marmora
- Marshallville
- Mayville
- Miami Beach
- Middletown
- Mount Pleasant
- North Dennis
- North Highlands Beach
- Nummytown
- Ocean View
- Palermo
- Petersburg
- Pierces Point
- Pierces
- Reeds Beach
- Sally Marshall Crossing
- Scotch Bonnet
- Seaville
- Shawcrest
- South Dennis
- South Seaville
- Steelmantown
- Stone Harbor Manor
- Sunset Beach
- Swain
- Swainton
- Town Bank
- Townsends Inlet
- Tuckahoe
- Wildwood
- Wildwood Gables
- Wildwood Gardens
- Wildwood Highlands Beach
- Wildwood Junction
- Woodbine Junction